# Rakoniewice
Rakoniewice (niem. Rakwitz) – miasto w woj. wielkopolskim, w powiecie grodziskim, siedziba gminy miejsko-wiejskiej Rakoniewice.
Według danych GUS z 30 czerwca 2021 miasto liczyło 3613 mieszkańców.

## Nazwa
Miejscowość pierwotnie związana była z Wielkopolską. Ma metrykę średniowieczną i istnieje co najmniej od połowy XIII wieku. Po raz pierwszy wymieniana w łacińskim dokumencie z 1252 jako Raczonoviczi, 1334 Rakonyevycze, 1334 Rakonewicze, 1394 Raconowice, 1396 Raconewicze, 1399 Rakonewecz, 1419 Raconyewicze, 1422 Raconeuicze, 1424 Raconyewycze, Rakoniewicze, 1428 Racconyewycze, Raconyewycze, 1429 Rakonyewycze, 1442 Rakonyewicze, 1486 Rankonyevyce, Rankonyevycze, 1528 Raconyevicze, Rakonyevicze, 1577 Rakojewnicza.
Wieś została założona w 1252, a nazwę wzięła od imienia komesa wielkopolskiego Rakonia, który otrzymał ją od księcia wielkopolskiego Bolesława Pobożnego oraz Bolesława V Wstydliwego w nagrodę za wypędzenie Niemców z tych terenów.

## Historia
Tereny, na których leży obecne miasto były jednak zasiedlone wcześniej niż odnotowują to archiwalne, historyczne dokumenty. Archeolodzy znaleźli na nich fragmenty naczyń z VII-IX wieku oraz z połowy X-XI wieku, a także skarb srebrny z XI wieku.
Początkowo miejscowość była własnością książęcą, a później szlachecką należącą do lokalnej szlachty wielkopolskiej z rodu Rakoniewskich, którzy od nazwy wsi utworzyli swoje odmiejscowe nazwisko, a później także do Kotwiczów, Lutomskich, Ossowskich. W 1507 miejscowość leżała w powiecie kościańskim w Koronie Królestwa Polskiego. Od 1405 stała się siedzibą własnej parafii.

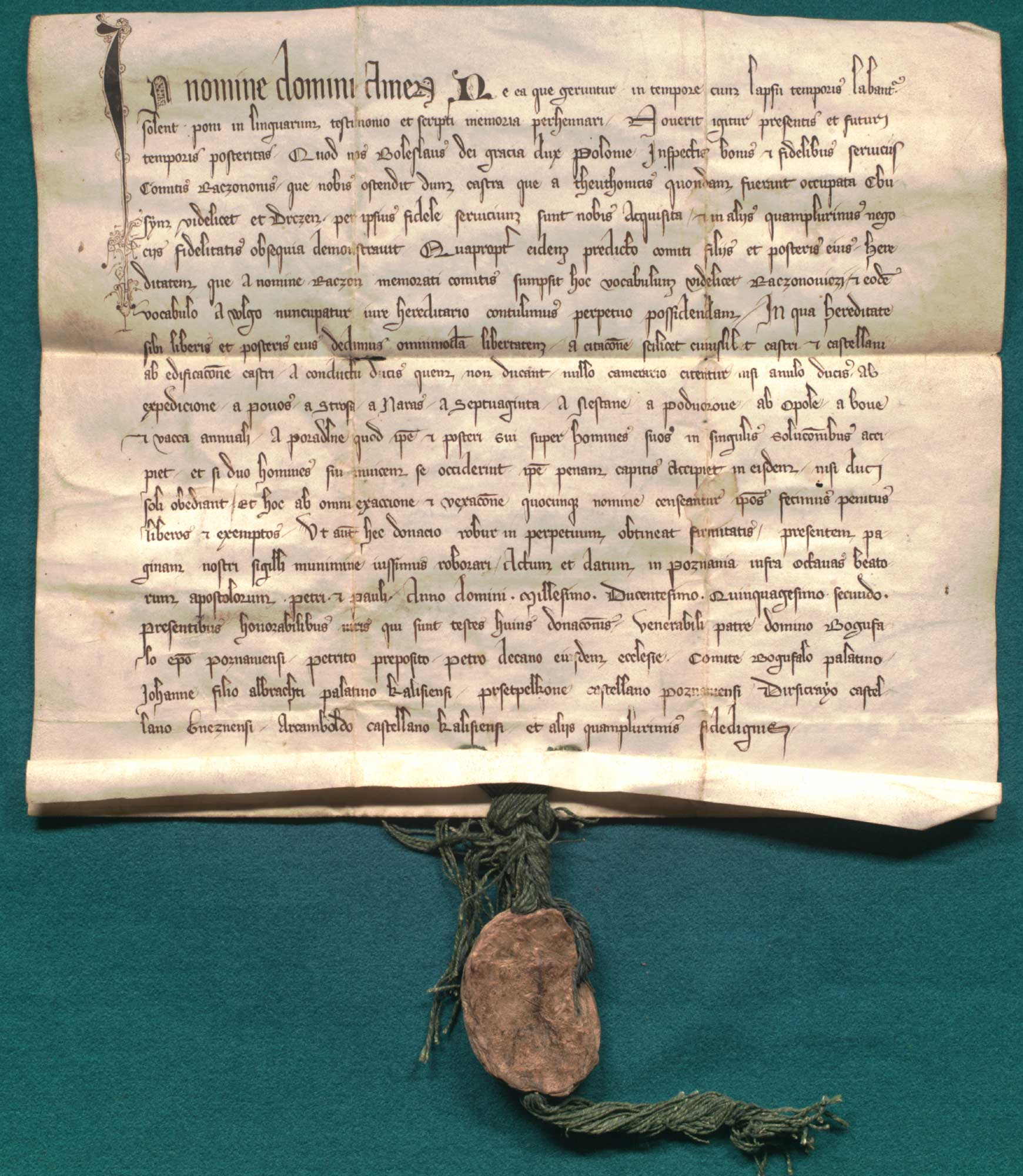
Bolesław V Wstydliwy nadaje komesowi Raczonowi [Rakoniowi] po odzyskaniu okupowanych przez zakon krzyżacki grodów Zbąszyń i Drczen [Drezdenko] wieś Rakoniewice, 1252

W 1252 książę wielkopolski Bolesław Pobożny oraz Bolesław Wstydliwy w nagrodę za pomoc w odzyskaniu z rąk Niemców grodów Zbąszyń oraz Drzeń nadał komesowi Raczonowi dziedzinę Rakoniewice oraz zwolnił ją od ciężarów prawa książęcego.
W 1424 odnotowano spór przed sądem ziemskim o granice Rakoniewic i Rzeszotarzewa pomiędzy Dobrogostem i Niemierzą z Rakoniewic, a Szczepanem Rzeszotarzewskim. Spór graniczny pomiędzy tymi wsiami ze Szczepanem Rzeszotarzewskim i Dobrogostem Jezierskim toczył także Janusz z Rakoniewic reprezentowany przez stryja Henryka Kotwicza z Żegrowa. Sąd postanowił, że rozstrzygnie go starszyzna opolna, a granicę wyznaczy opole Kamieniec. W 1476 odnotowano kopiec narożny wsi Rakoniewice, Rzeszotarzewo i Tłoki. W 1559 kopiec narożny dzielił Rakoniewice, Rzeszotarzewo i Gościeszyn, a 3 kopce narożne dzieliły Rakoniewice, Proszkowo i Tarnowę.
W latach 1416–1421 właścicielem we wsi był Henryk Kotwicz, który w 1421 dowodził przed sądem, że niejaki Łączek sługa Jana Rzeszotarzewskiego czynił gwałty. W latach 1419–1432 właścicielką we wsi była Hanka Rakoniewska, która znana jest z zapisów sądowych. W 1422 Abraham Kiebłowski zawarł ugodę ze swym bratankiem Dobrogostem Jezierskim z Jezior Wielkich koło Zaniemyśla wydzielając mu połowę Rakoniewic oraz pół wójtostwa w Kiebłowie. W 1482 Mikołaj Jaromirski z Rakoniewic oświadczył przed sądem, że jest winien Mikołajowi Lutomskiemu oraz jego bratankom niedzielnym Maciejowi i Bartłomiejowi synom zmarłego Wojciecha Lutomskiego 20 grzywien półgroszy długu i zobowiązał się dać im z tego tytułu wwiązanie w dwa łany osiadłe w Rakoniewicach.
W latach 1418–1577 imiennie odnotowano niektórych mieszkańców wsi. W 1418 trzech kmieci Andrzej, Maciej i Wojciech byli w sporze z Wyszakiem Kotwiczem. W 1428 odnotowano Marcina kmiecia z Rakoniewic. W 1468 Wawrzyńca i Pawła, których wspomniano jako stryjów Macieja syna Tomasza Bara z Nowej Jabłony. W 1577 odnotowany został kmieć Wawrzyniec Okal.
W 1507 Jan Nostycz z Herzogswalde oddał Katarzynie Tuchorskiej wsie Rakoniewice i Gościeszyn w zamian za Smardzewo i Opalewo na Śląsku koło Świebodzina oraz 600 złotych. W latach 1518–1522 Andrzej Ossowski w działach z braćmi Wojciechem, Piotrem i Baltazarem otrzymał wsie Rakoniewice i Gościeszyn. Po jego śmierci majętności we wsi odziedziczyli Mikołaj oraz Jan Ossowski. W 1530 ze względu na to, że nie byli pełnoletni spokrewnieni z nimi Baltazar i Piotr Ossowscy oświadczyli, że biorą w opiekę dobra Rakoniewice i Gościeszyn. W 1539 Piotr Ossowski sprzedał Mikołajowi Ossowskiemu, swemu bratankowi, synowi zmarłego Andrzeja, całe połowy Rakoniewic i Gościeszyna za 1000 grzywien.
Miejscowość odnotowały historyczne rejestry podatkowe. W 1530 miał miejsce pobór podatków od 5 łanów. W 1563 pobór od 13,5 łana, dwóch karczm dorocznych, dwóch rzemieślników. W 1580 pobrano podatki od 9 łanów, 9 i 4 zagrodników, 3 komorników, jednego łana opuszczonego, rzemieślnika oraz od owczarza wypasającego 25 i 15 owiec.
24 lutego 1662 król polski Jan Kazimierz zezwolił wojewodzie Krzysztofowi Grzymułtowskiemu na lokację miasta na terenie wsi Rakoniewice. Prawa miejskie wieś Rakoniewice uzyskała jego staraniem. Lokacja Rakoniewic w XVII w. związana była z osadnictwem protestantów ze Śląska, którym sprzyjali właściciele majątku. Wówczas nadano miastu nazwę Freystadt, która jednak ustąpiła pierwotnej nazwie Rakoniewice. Miasto stało się ośrodkiem rzemieślniczo-handlowym w rolniczej okolicy.
W latach 1603–1607 miejscowy kościół przejęty został przez innowierców. W 1707 spalili Rakoniewice Szwedzi. Wśród zajęć ludności wyróżniały się hodowla i handel pijawkami oraz produkcja młynków do kawy.
Wskutek II rozbioru Polski w 1793 wieś przeszła pod władanie Prus i jak cała Wielkopolska znalazła się w zaborze pruskim. W latach 1869–1872 swą pierwszą praktykę lekarską prowadził tutaj Robert Koch, odkrywca prątków gruźlicy.
W latach 1901–1906 miasto było widownią strajków szkolnych. Oddział z Rakoniewic brał udział w powstaniu wielkopolskim w 1919. Powojenna historia wiąże się z rozwojem gospodarczym i rozbudową infrastruktury miasta.
W 1928 roku burmistrz Leon Śniatecki został odznaczony Srebrnym Krzyżem Zasługi za „zasługi w pracy społecznej, narodowej i samorządowej”.
Do 1975 gmina Rakoniewice stanowiła część powiatu wolsztyńskiego.
W latach 1975–1998 miasto administracyjnie należało do woj. poznańskiego.

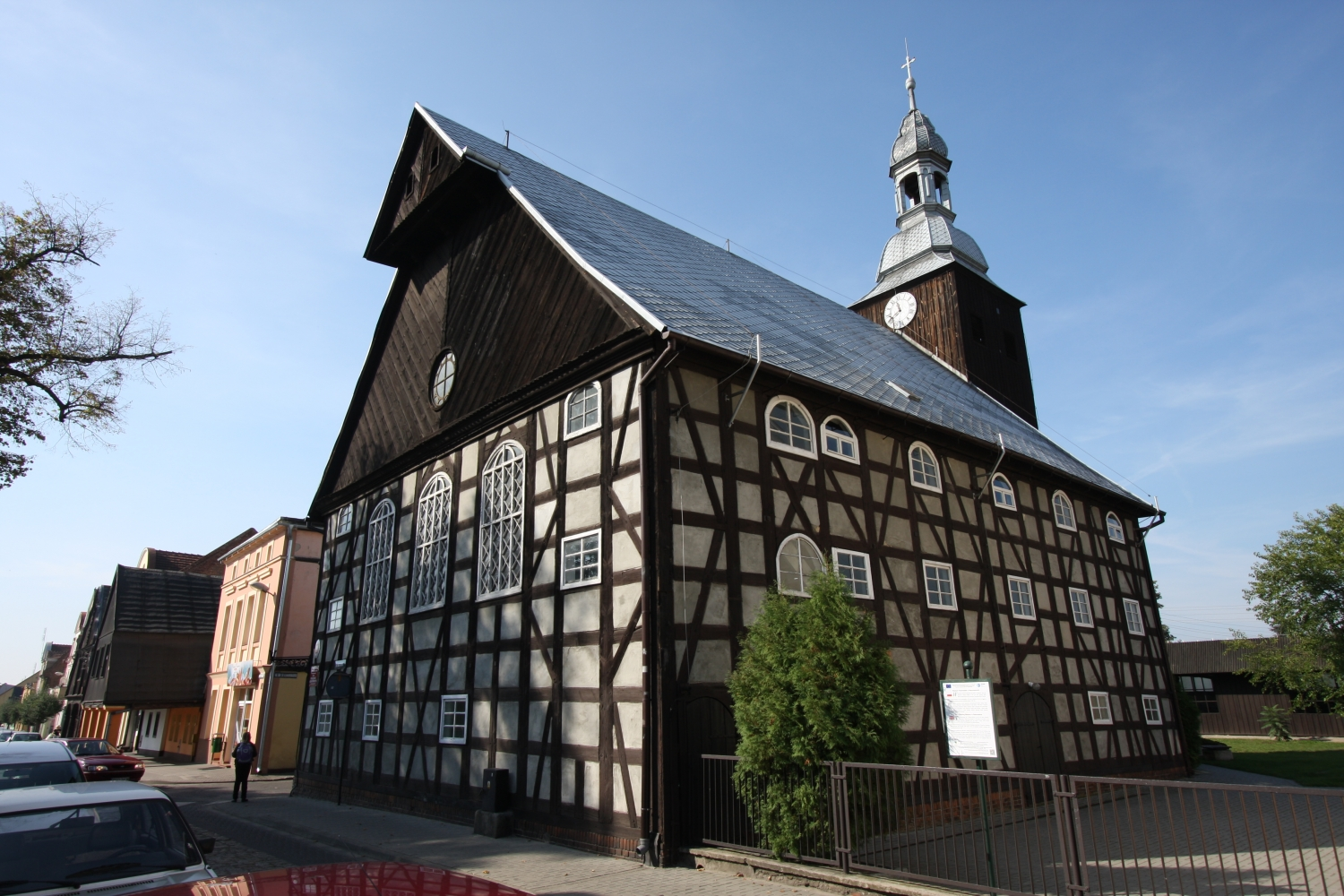
Muzeum pożarnictwa

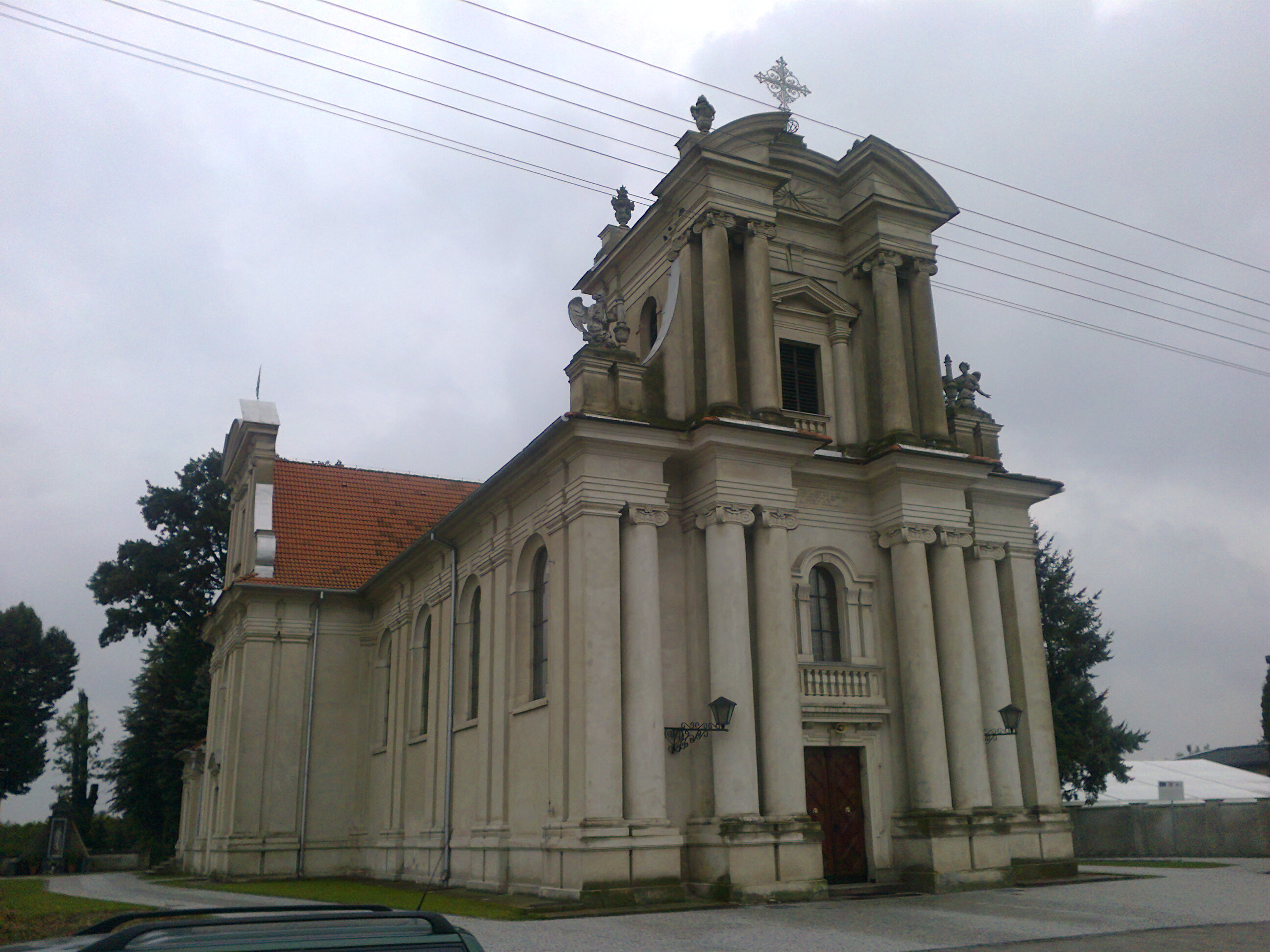
Kościół św. Marcina i św. Stanisława

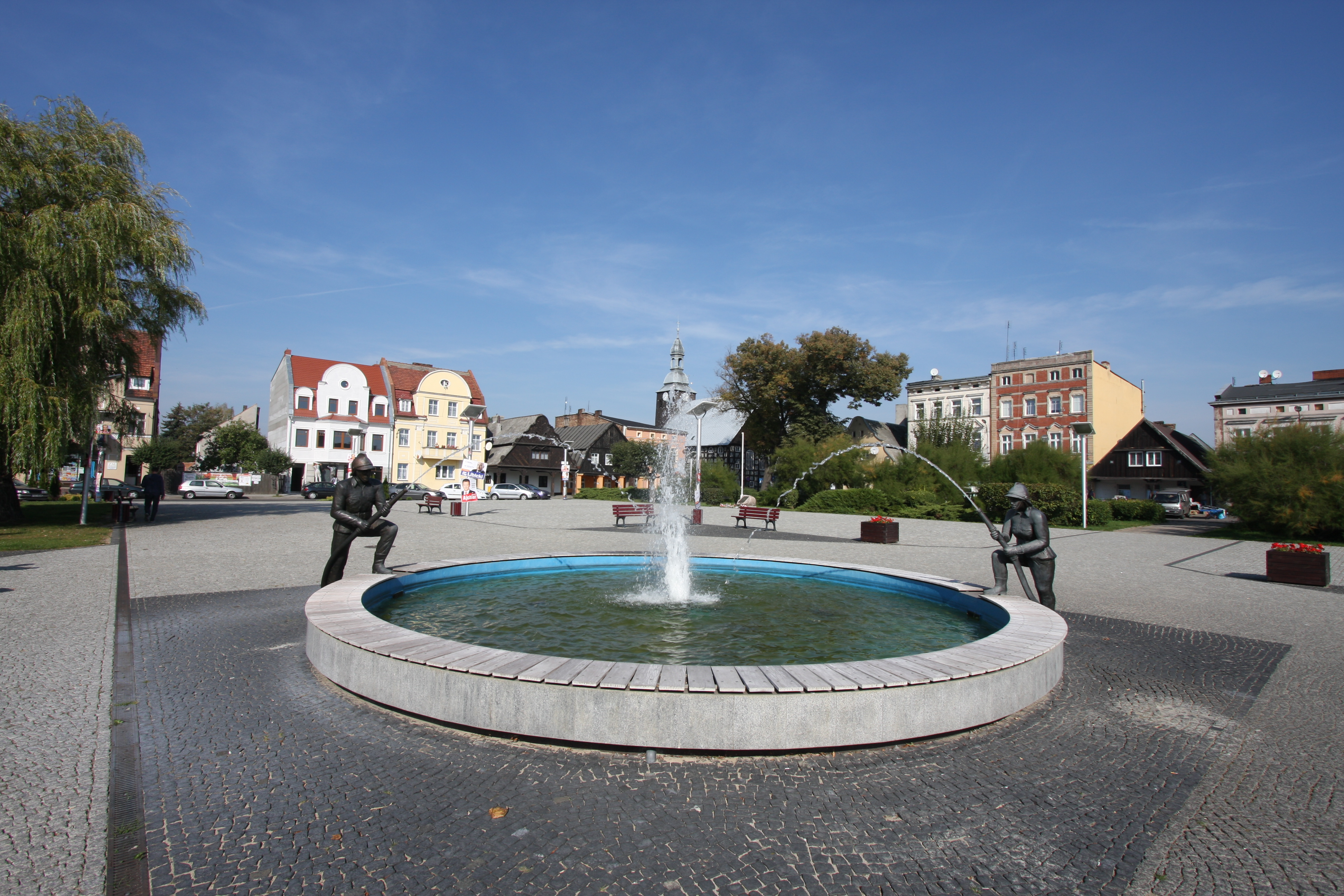
Fontanna w centrum

Pomimo historycznych, geograficznych, gospodarczych przesłanek do scalenia gminy z odtworzonym w 1999 powiatem wolsztyńskim i sprzeciwu części mieszkańców gminy z wiosek o lepszej lokalizacji względem Wolsztyna, gmina Rakoniewice weszła w skład powiatu grodziskiego.

## Komunikacja
Przez miasto przebiega droga krajowa nr 32 Stęszew - Wolsztyn - Zielona Góra - Gubin i linia kolejowa nr 357 Wolsztyn - Grodzisk Wielkopolski - Luboń koło Poznania - Poznań ze stacją Rakoniewice.
W mieście istniała też stacja kolei wąskotorowej Rakoniewice Wąskotorowe, zamknięta w 1973 roku.

## Demografia
- Piramida wieku mieszkańców Rakoniewic w 2014 roku.

## Zabytki
Lista zabytków znajdujących się w rejestrze NID:
- historyczny układ urbanistyczny miasta, w tym domy podcieniowe z XVIII-XIX wieku
- kościół konstrukcji szkieletowej z 1763 roku, przekształcony w Wielkopolskie Muzeum Pożarnictwa
- kościół św. Marcina i św. Stanisława Biskupa w Rakoniewicach z 1797 roku
- eklektyczny pałac z XIX wieku wraz z parkiem i zabudowaniami gospodarczymi
- liczne domy od z 1. poł. XVIII wieku do 1900 roku